# Demeter Sándor (lelkész)
Demeter Sándor (? – Kézdivásárhely, 1860-as évek vége) református segédlelkész.

## Élete
Demeter Sámuel öccse volt. Kolozsvárt tanult (1855–1856.) és ugyanott tett papi vizsgát. Ezután Kézdivásárhelyre ment tanítónak és segédpapnak.

## Munkái
Cikkei: Petőfi sirja (Vasárnapi Ujság, 1864. 27. sz.), Gábor Áron Rákosnál 1848. decz. 13. (Uo. 1868. 53. sz.), A segesvári völgy (Magyarország Képekben, II. 1868. 257. l.); egy balladája is jelent meg a Koszorúban (1864.) Darkó Ágnes c.